# Julio César Morán Otiniano
Julio César Morán Otiniano (Trujillo, 20 de noviembre de 1961)es un abogado y político peruano. Fue alcalde del distrito de Rázuri entre 1989 y 1989 y Representante de Asamblea Regional de la Región Víctor Raúl Haya de la Torre entre 1990 y 1992.
Nació en Trujillo, Perú, el 20 de noviembre de 1961. Miembro del Partido Aprista Peruano, su primera participación política se dio en las elecciones municipales de 1983 en las que fue elegido como alcalde del distrito de Rázuri, provincia de Ascope, departamento de La Libertad siendo reelegido para ese cargo en las elecciones municipales de 1986. Tentó la reelección en las elecciones municipales de 1989 sin éxito por lo que participó en las elecciones generales de 1990 como candidato aprista a representante del departamento de La Libertad a la asamblea regional de la hoy extinta Región Víctor Raúl Haya de la Torre. Su mandato se vio interrumpido el 5 de abril de 1992 en virtud del autogolpe de Alberto Fujimori. En el 2018 fue el candidato aprista a la gobernaduría regional de La Libertad en las elecciones regionales de ese año en las que quedó en segundo lugar.